# Rhum de Martinique
Le rhum agricole de Martinique qui est produit à partir de jus de canne à sucre, fait partie de ces institutions culturelles liées à la culture créole martiniquaise depuis les premières plantations de canne à sucre.
La Martinique produit principalement du rhum agricole AOC.

## Histoire

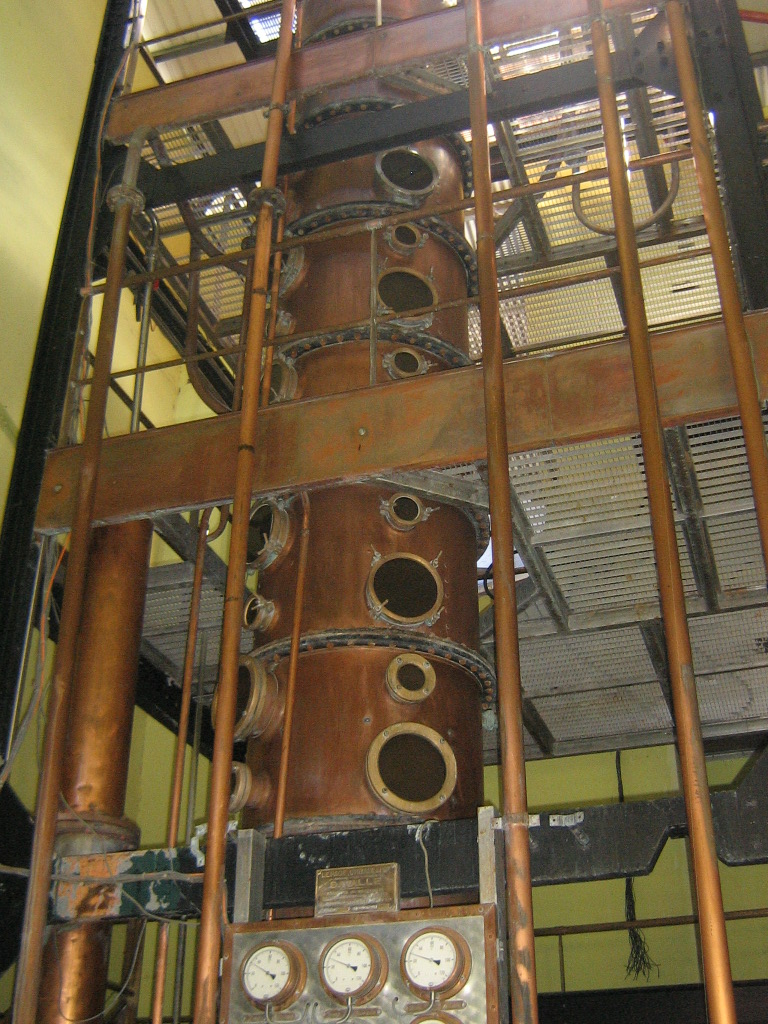
Colonne à distiller en cuivre. Rhumerie Neisson (Le Carbet).

Dès  le XVIIe siècle, le rhum est un alcool de canne produit en Martinique et est connu sous les noms de tafia, guildive et tue diable. À la fin de ce siècle, il prendra le nom de rhum.
L'introduction de machine à vapeur appliquée aux moulins permet le broyage de canne à grande échelle.
De par l'isolement de certains producteurs pour alimenter les sucreries, le jus de canne est fermenté puis distillé directement sur place. Le rhum z'habitant est né[réf. nécessaire]. Il est aujourd'hui appelé rhum agricole.
Les producteurs martiniquais ont été les premiers à obtenir un label. Par décret du 5 novembre 1996 publié dans le Journal officiel de la République française du 8 novembre, le rhum agricole de la Martinique a obtenu l'Appellation d'Origine Contrôlée (AOC) "Rhum de la Martinique".
Cette AOC a été délivrée par l’Institut national des appellations d'origine, après plus de vingt ans de démarches de la part des acteurs de la filière. Première AOC d’outre-mer et de surcroît pour un alcool blanc, celle-ci classe dorénavant le rhum agricole martiniquais parmi les alcools nobles liés à une origine géographique. Cette appellation traduit la typicité du « rhum agricole de la Martinique », expression du lien intime entre la production, le terroir et le savoir-faire des hommes, perpétué au fil des générations,.
Le rhum agricole de la Martinique est le seul à bénéficier d'une AOC.
Depuis le 22 janvier 2015, certains rhums français ont obtenu l’IGP (indication géographique protégée). il s'agit des :
- « Rhum de la Guadeloupe » ou « rhum de Guadeloupe » ou « rhum Guadeloupe »
- « Rhum de La Réunion » ou « rhum Réunion » ou « rhum de Réunion » ou « rhum de l’île de La Réunion »
- « Rhum agricole de la Guyane » ou « rhum agricole de Guyane » ou « rhum agricole Guyane »
- « Rhum de la baie du Galion » ou « rhum baie du Galion »
- « Rhum des Antilles françaises »
- « Rhum des départements français d’outre-mer » ou « rhum de l’outre-mer français »[5].

L’adjonction de la mention « agricole » à l’IGP précise que le rhum provient exclusivement de jus de canne, l’adjonction de la mention « de sucrerie » à l’IGP précise que le rhum provient exclusivement de mélasses, en l’absence de ces 2 mentions complémentaires, le rhum peut provenir de mélange de jus de canne et de mélasse.

## Production
En 2012, la Martinique a produit 85 366 hectolitres d'alcool pur (HAP) dont environ 85 % de rhum agricole. 

nota: Le rhum agricole est produit à partir de jus de canne fermenté, tandis que le rhum non agricole est produit à partir des résidus de mélasse des sucreries (usine du Galion en Martinique). Il existe en Martinique sept distilleries fumantes en activité produisant du rhum agricole et une usine qui produit du sucre et du rhum traditionnel.
74 % du rhum produit ont été expédiés hors de la Martinique (principalement vers la France métropolitaine, puis les autres pays d'Europe puis marginalement vers Asie).

## Lieux de production

### Rhums agricoles AOC Martinique
Ce rhum agricole est produit à partir de jus de canne à sucre et répond au cahier des charges cette AOC.
- Distillerie des Plantations Saint James[9] (Sainte Marie)
  - Rhum Maniba
  - Rhum Tartane Hardy
  - Rhum Saint-James
  - Rhum Bally[10],
  - Rhum Madkaud[11]
  - Rhum Baie des Trésors (distillé à St James[12], mis en bouteille au Galion à La Trinité)[13],[14].

- Distillerie Depaz[15] (Saint Pierre)
  - Rhum Depaz
  - Rhum Dillon[16]

- Distillerie Maison La Mauny (Rivière-Pilote)
  - Rhum Maison La Mauny
  - Rhum Trois Rivières[10]
  - Rhum Duquesne[10]

- Distillerie Neisson/Thieubert[17] (Le Carbet)
  - Rhum Neisson

- Distillerie Simon (usine du Simon, Le François)
  - Rhum Saint-Étienne (rhum HSE Habitation Saint-Étienne)[10]
  - Rhum Clément[10]
  - Rhum Monna
  - Rhum Braud & Quenneson[18],[19].

- Distillerie J.M./Fonds Preville/Héritiers Crassous de Médeuil (Macouba)
  - Rhum J.M.

- Distillerie La Favorite (Le Lamentin)
  - Rhum La Favorite
  - Rhum Survi[20].

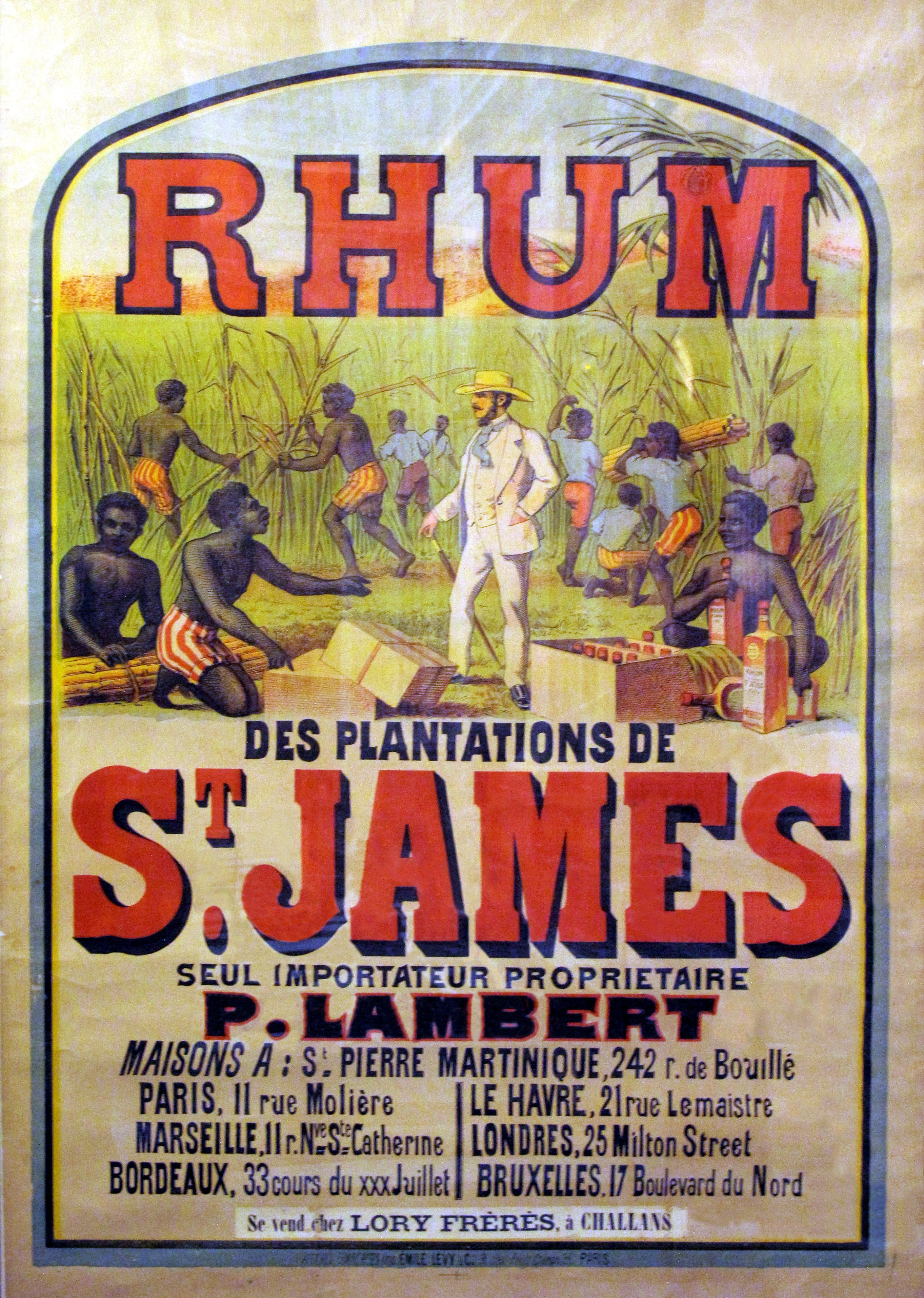
Saint James (1888)
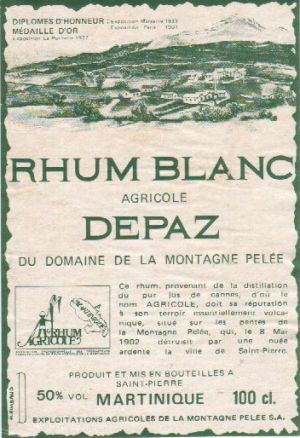
Depaz
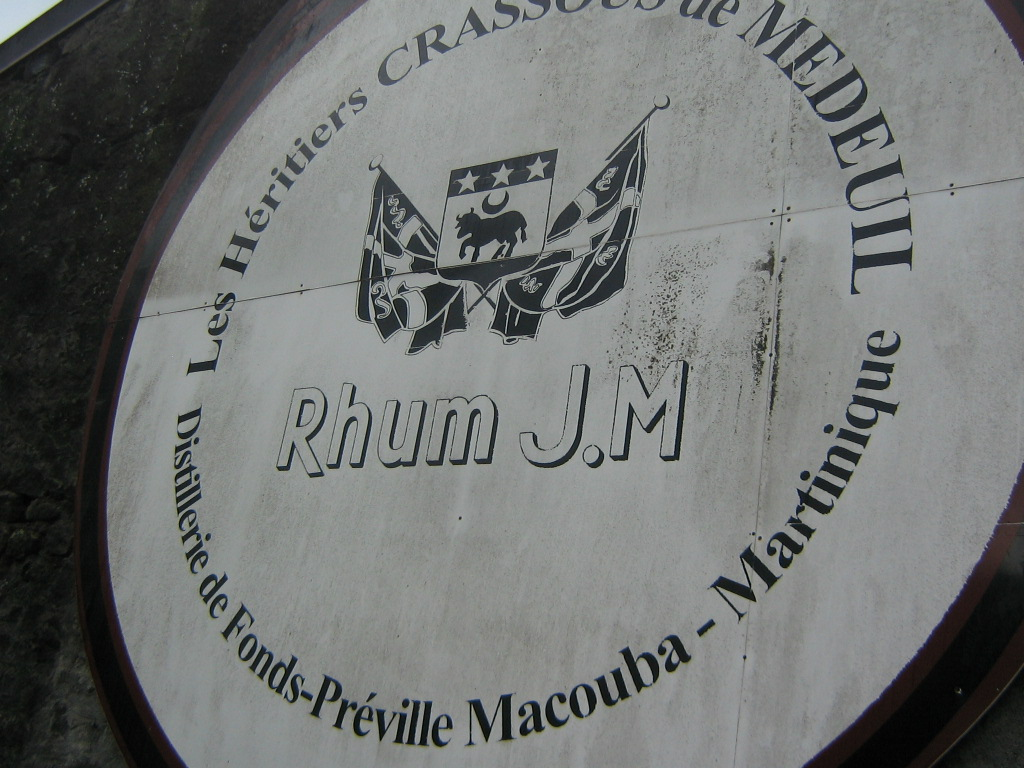
Panneau à l'entrée de la rhumerie J.M. à Macouba (2009)

### Rhum pur jus de canne (agricole sans l'AOC Martinique)
Ce rhum agricole est produit à partir de jus de canne à sucre, mais sans revendiquer l’AOC.
- Distillerie A1710 (habitation du Simon, Le François)

« Les rhums A 1710  ne font pas de rhum AOC », la récolte journalière de canne s’étalant toute l’année (« des règles concernant la période de récolte de la canne ont été établies par la profession canniére de janvier à juillet » comme précisé dans le décret de l’appellation AOC).
- Distillerie Beauséjour (Grand'Rivière)
  - Rhum HBS (Habitation BeauSéjour), ce rhum est distillé en alambic[22] à 9 plateaux[23].

### Rhum traditionnel
Le rhum traditionnel est produit à partir de résidus de sucre (mélasse). Ce rhum ne bénéficie pas de l’AOC, mais d’une IGP spécifique.
- Distillerie de l’usine sucrière du Galion [25](La Trinité)
  - rhum grand arôme
  - rhum grand fond galion

## Éleveurs de rhum
Éleveurs de rhum qui n'ont pas ou plus, de distillerie en activité:
- Rhum Clément (Habitation Clément[26] au François), distillé au Simon,
- Rhum Saint-Étienne (habitation Saint-Étienne au Gros-Morne), distillé au Simon,
- Rhum Dillon (habitation Dillon à Fort-de-France)[27], distillé à Depaz,
- Rhum Trois Rivières, distillé à La Mauny,
- Rhum Duquesne, distillé à La Mauny,
- Rhum Hardy, distillé à Saint-James,
- Rhum Baie des Trésors, distillé à Saint-James,
- Rhum Braud & Quenneson, distillé au Simon.

## Musées
- Distillerie Trois Rivières (Sainte Luce),
- Musée du rhum de Sainte-Marie,
- Habitation Clément (Le François),
- Maison de la canne (Les Trois-Îlets).

## Autres marques de commercialisation
- Plantations et rhumeries antillaises
- G & P Dormoy (rhum Courville)
- Plantation Fonds Dore (rhum Bernus)
- Plantation Lapalun (rhum Lapalun)
- JCB (rhum Pitterson)
- L. Jusselain (rhum Vierge Jusselain)
- P. Lambert (rhum Lambert)
- Rhumerie Macouba (rhum Macouba)
- Distillerie des Rhums Agricoles (rhum Canala, rhum Richmond et rhum Vieille Case)
- Plantation Rivière-Monsieur (rhum Rivière-Monsieur)
- Distillerie Tatanka (rhum Tatanka)

## Sociétés de distribution / Propriétaires
- Bardinet
- La Martiniquaise
- Chevrilon